# Hästskosömsfabriken
Hästskosömsfabriken är en fabriksbyggnad belägen vid Åvägen 14/Vädursgatan 1 i stadsdelen Gårda i Göteborg. Byggnaderna, med fastighetsbeteckning Gårda 23:12–13, är statligt byggnadsminne sedan den 9 december 1986. Byggnaderna uppfördes omkring år 1890 och år 1900 och har senare byggts till.

## Historik
År 1875 grundades företaget Globe Sömfabrik, som var en filial till det engelska företaget United Shoe and Nail. År 1912 övertogs fabriken av det norska företaget hästskosömföretaget AB O Mustad & Son och tillverkningen flyttades till Dalsland. Sedan hästskosömsfabriken lagts ned började Mustad & Son att tillverka tvål och kosmetika i fabriken. Anläggningen upphörde som fabrik på 1960-talet.

## Beskrivning
Trähuset i gråvit, liggande panel uppfördes omkring år 1890. I den lägre delen längs Vädursgatan låg ursprungligen hästskosömsfabrikens maskinhall. I de flankerande tvåvåningsbyggnaderna inrymdes kontor och lager. Omkring år 1900 byggdes fabriken ut med en envånings tegelbyggnad med sågtak mot Åvägen, vilken innehöll en smedja. I samband med att fabriken gjordes om till tvålfabrik byggdes detta hus på med en våning.
Exteriören har behållits intakt, medan interiören byggts om och används numera för utbildningsändamål.